# Gokseong-gun
Gokseong-gun (hangul 곡성군, hanja 谷城郡) är en landskommun (gun) i den sydkoreanska provinsen Södra Jeolla. Kommunen har 28 564 invånare (2020). Den administrativa huvudorten är Gokseong-eup.
Kommunen är indelad i en köping (eup) och tio socknar (myeon):
Godal-myeon,
Gokseong-eup,
Gyeom-myeon,
Ip-myeon,
Jukgok-myeon,
Moksadong-myeon,
Ogok-myeon,
Okgwa-myeon,
Osan-myeon,
Samgi-myeon och
Seokgok-myeon.